# 方錫綱
方錫綱（？—？），字孟常，浙江嚴州府遂安縣人，清朝政治人物。
明朝禮部尚書東閣大學士方逢年五世孫，父親方禔為秀才，年紀很輕就過世了。母親姜氏活到八十多歲，他照顧堂弟方錫經（叔父方引祐之子），方錫經早死，方錫綱撫養兩個堂姪長大成人。方錫綱個性剛正不阿，但是為人友善，自幼繼承家學，讀書刻苦，書齋的坐墊因為他讀書久坐，都磨損了。在科舉考試時，兩科考試都評為第一。雍正七年（1729年）考上鄉試的副榜貢生，雍正十一年（1733年）舉人，乾隆七年（1742年）會試後，候選知縣。後來在家開私塾，教授來自四方的學生數百人，二個兒子方希籛和方希第都考上秀才。著有《萼雲樓雜著》、《左傳類編》。